# Campeonato Femenino de la OFC 2003
El Campeonato Femenino de la OFC de 2003 fue la séptima edición de la máxima competición femenina de fútbol a nivel selecciones en Oceanía, celebrada en Australia. Participaron cinco selecciones enfrentándose mediante el sistema de todos contra todos para definir quien sería el campeón. El ganador de la competición clasificaría para la Copa Mundial Femenina de Fútbol de 2003. 

## Desorganización
Originalmente, se esperaba que participasen 10 selecciones entre el 19 y 29 de noviembre de 2002. Sin embargo, Samoa Americana, Tahití y Tonga abandonaron la competición. Luego, se planeó celebrarlo en marzo de 2003 con dos grupos. El Grupo A formado por Australia, Islas Cook, Fiyi y Samoa y el B por Nueva Zelanda, Papúa Nueva Guinea y Vanuatu. Allí, los dos primeros de cada grupo avanzarían a semifinales. Pero Fiyi y Vanuatu también abandonaron el torneo, reduciendo el número de participante a 5. Finalmente, el torneo empezó en abril y se definió mediante una liga.

## Equipos participantes
En cursiva los debutantes.
| Equipos participantes | Equipos participantes | Equipos participantes | Equipos participantes | Equipos participantes |
| --------------------- | --------------------- | --------------------- | --------------------- | --------------------- |
| Australia             | Islas Cook            | Nueva Zelanda         | Papúa Nueva Guinea    | Samoa                 |

## Resultados
| Equipo             | Pts | PJ | PG | PE | PP | GF | GC | Dif |
| ------------------ | --- | -- | -- | -- | -- | -- | -- | --- |
| Australia          | 12  | 4  | 4  | 0  | 0  | 45 | 0  | +45 |
| Nueva Zelanda      | 9   | 4  | 3  | 0  | 1  | 29 | 2  | +27 |
| Papúa Nueva Guinea | 6   | 4  | 2  | 0  | 2  | 10 | 21 | -11 |
| Samoa              | 3   | 4  | 1  | 0  | 3  | 3  | 39 | -36 |
| Islas Cook         | 0   | 4  | 0  | 0  | 4  | 1  | 26 | -25 |

| 5 de abril de 2003 | Islas Cook | 1:5 (1:4) | Papúa Nueva Guinea                                          | Belconnen Soccer Centre, Canberra                                 |                                                                   |
|                    | Rakei 29'  |           | Matthies 21' · Konalalai 23' · Limbai 40' 87' · Banabas 42' | Asistencia: 250 espectadores Árbitro(s): Tammy Ogston (Australia) | Asistencia: 250 espectadores Árbitro(s): Tammy Ogston (Australia) |

| 5 de abril de 2003 | Australia | 19:0 (6:0) | Samoa | Belconnen Soccer Centre, Canberra                              |                                                                |
|                    | Peters 5' 35' 50' 80' · Golebiowaski 16' 42' 46' 61' · Davies 18' · Small 41' 78' · Mann 53' 58' 86' 88' · Waingrith 55' · Slatyer 56' 57' · Garriock 72' |            |       | Asistencia: 750 espectadores Árbitro(s): Rajendra Singh (Fiyi) | Asistencia: 750 espectadores Árbitro(s): Rajendra Singh (Fiyi) |

| 7 de abril de 2003 | Australia | 11:0 (5:0) | Islas Cook | Belconnen Soccer Centre, Canberra                                                     |                                                                                       |
|                    | Crawford 8' 17' · Davies 11' · Alagich 34' 62' (pen.) · Karp 37' 81' · Hohnke 59' · Small 65' · Wilson 71' 82' |            |            | Asistencia: 600 espectadores Árbitro(s): Joakim Salaiau Sosongan (Papúa Nueva Guinea) | Asistencia: 600 espectadores Árbitro(s): Joakim Salaiau Sosongan (Papúa Nueva Guinea) |

| 7 de abril de 2003 | Samoa | 0:15 (0:10) | Nueva Zelanda                                                                                            | Belconnen Soccer Centre, Canberra                                      |                                                                        |
|                    |       |             | Jackman 5' 9' 24' 50' · Ferrara 7' 10' 32' · Smith 11' 12' 42' 65' 87' · Moorwood 41' · Keinzley 80' 82' | Asistencia: 200 espectadores Árbitro(s): Krystyna Szokolai (Australia) | Asistencia: 200 espectadores Árbitro(s): Krystyna Szokolai (Australia) |

| 9 de abril de 2003 | Nueva Zelanda                                                                                 | 9:0 (5:0) | Islas Cook | Belconnen Soccer Centre, Canberra                                 |                                                                   |
|                    | Ferrara 4' 22' · Jackman 13' 33' 49' · Smith 30' · Henderson 53' · Simpson 59' · McCahill 88' |           |            | Asistencia: 250 espectadores Árbitro(s): Tammy Ogston (Australia) | Asistencia: 250 espectadores Árbitro(s): Tammy Ogston (Australia) |

| 9 de abril de 2003 | Australia | 13:0 (4:0) | Papúa Nueva Guinea | Belconnen Soccer Centre, Canberra                              |                                                                |
|                    | Mann 5' 41' 49' 55' · Peters 17' · Salisburry 29' 81' (pen.) · Alagich 46' · Golebiowski 59' 71' · Garricok 60' 78' 89' |            |                    | Asistencia: 600 espectadores Árbitro(s): Rajendra Singh (Fiyi) | Asistencia: 600 espectadores Árbitro(s): Rajendra Singh (Fiyi) |

| 11 de abril de 2003 | Papúa Nueva Guinea | 0:5 (0:2) | Nueva Zelanda                               | Belconnen Soccer Centre, Canberra                                      |                                                                        |
|                     |                    |           | Smith 7' · Jackman 12' 47' 59' · Duncan 68' | Asistencia: 250 espectadores Árbitro(s): Krystyna Szokolai (Australia) | Asistencia: 250 espectadores Árbitro(s): Krystyna Szokolai (Australia) |

| 11 de abril de 2003 | Islas Cook | 0:1 (0:0) | Samoa      | Belconnen Soccer Centre, Canberra                                              |                                                                                |
|                     |            |           | Laumea 77' | Asistencia: 250 espectadores Árbitro(s): Salaiau Sosongan (Papúa Nueva Guinea) | Asistencia: 250 espectadores Árbitro(s): Salaiau Sosongan (Papúa Nueva Guinea) |

| 13 de abril de 2003 | Papúa Nueva Guinea                                     | 5:2 (2:0) | Samoa                   | Belconnen Soccer Centre, Canberra                                 |                                                                   |
|                     | Banabas 27' 80' · Matthies 30' · Nombi 51' · Lanta 71' |           | Talai 74' · Peresia 87' | Asistencia: 550 espectadores Árbitro(s): Tammy Ogston (Australia) | Asistencia: 550 espectadores Árbitro(s): Tammy Ogston (Australia) |

| 13 de abril de 2003 | Australia              | 2:0 (1:0) | Nueva Zelanda | Belconnen Soccer Centre, Canberra                               |                                                                 |
|                     | Peters 24' · Small 48' |           |               | Asistencia: 2200 espectadores Árbitro(s): Rajendra Singh (Fiyi) | Asistencia: 2200 espectadores Árbitro(s): Rajendra Singh (Fiyi) |

| Australia     |
| Australia     |
| Tercer título |

## Goleadoras
| Jugadora          | Selección     | Goles |
| ----------------- | ------------- | ----- |
| Maia Jackman      | Nueva Zelanda | 10    |
| April Mann        | Australia     | 8     |
| Nicola Smith      | Nueva Zelanda | 7     |
| Joanne Peters     | Australia     | 6     |
| Kelly Golebiowski | Australia     | 6     |
| Simone Ferrara    | Nueva Zelanda | 5     |
| Heather Garriock  | Australia     | 4     |
| Danielle Small    | Australia     | 4     |

## Clasificado alMundial de 2003
| Australia |
| Australia |